# Второй дивизион чемпионата мира по хоккею с шайбой среди юниорских команд 2026
Чемпионат мира по хоккею с шайбой среди юниорских команд 2026 года во II-м дивизионе — предстоящее спортивное соревнование по хоккею с шайбой под эгидой ИИХФ, которые пройдёт ориентировочно весной 2026 года с 12 по 18 апреля в группе А в румынском малом городке Тыргу-Секуеск, и 5 по 11 апреля в группе В в столице Сербии Белграде.

## Регламент
- По итогам турнира в группе А: команда, занявшая первое место, получит право играть в группе B первого дивизиона чемпионата мира 2027 года, а команда, занявшая последнее место, перейдёт в группу B.
- По итогам турнира в группе B: команда, занявшая первое место, получит право играть в группе А второго дивизиона чемпионата мира 2027 года, а команда, занявшая последнее место, перейдёт в группу А третьего дивизиона чемпионата мира 2027 года.

## Итоги
Группа A
- Сборная  перешла в группу В первого дивизиона.
- Сборная  вылетела в группу В второго дивизиона.

Группа B
- Сборная  перешла в группу А второго дивизиона.
- Сборная  покинула второй дивизион и перешла в группу А третьего дивизиона.

## Участвующие команды
В чемпионате примут участие 12 национальных команд. Семь команд из Европу, три Азию по одной из Австралию и Океанию и Северной Америке. Сборная Японии пришла из первого дивизиона и Сборная Мексики пришла из третьего дивизиона. 

### Группа А
| Сборная        | Квалификация                                                                 |
| -------------- | ---------------------------------------------------------------------------- |
| Япония         | Заняла 6-е место в группе В первого дивизиона и вылетела оттуда в 2025 году  |
| Великобритания | Заняла 2-е место в группе A второго дивизиона в 2025 году                    |
| Китай          | Заняла 3-е место в группе A второго дивизиона в 2025 году                    |
| Хорватия       | Заняла 4-е место в группе A второго дивизиона в 2025 году                    |
| Румыния        | Хозяева, заняла 5-е место в группе A второго дивизиона в 2025 году           |
| Испания        | Заняла 1-е место в группе B второго дивизиона и поднялась оттуда в 2025 году |

### Группа В
| Сборная    | Квалификация                                                                |
| ---------- | --------------------------------------------------------------------------- |
| Нидерланды | Заняла 6-е место в группе В второго дивизиона и вылетела оттуда в 2025 году |
| Австралия  | Заняла 2-е место в группе B второго дивизиона в 2025 году                   |
| Тайвань    | Заняла 3-е место в группе B второго дивизиона в 2025 году                   |
| Бельгия    | Заняла 4-е место в группе B второго дивизиона в 2025 году                   |
| Сербия     | Хозяева, заняла 5-е место в группе B второго дивизиона в 2025 году          |
| Мексика    | Заняла 1-е место в третьем дивизионе и поднялась оттуда в 2025 году         |